# 태후 해씨
태후 해씨(太后 解氏, 생몰년 미상)는 갈사왕의 손녀이자 도두왕의 남매이다. 고구려 대무신왕과 결혼하여 차비(次妃)가 되었고, 아들 호동을 낳았다. 며느리는 낙랑공주이다. 이후 서기 68년 남매인 갈사부여의 도두왕이 고구려 태조대왕에게 항복하고 나라를 들어 고구려에 바쳤다.

## 가계
- 조부 : 갈사왕
- 조모 : ?
- 남편 : 대무신왕
  - 아들 : 호동
  - 며느리 : 낙랑공주
- 남매 : 갈사부여의 도두왕

## 태후 해씨가 등장하는 작품

### 드라마
- 《바람의 나라》, KBS, 2008년 ~ 2009년, 배우 : 최정원

## 참고 문헌
- 《삼국사기》14권 고구려본기 제2 대무신왕 15년